# Justyn Febroniusz
Justyn Febroniusz właśc. Johann Nikolaus von Hontheim (ur. 27 stycznia 1701 w Trewirze, zm. 2 września 1790 w Montquintin) – niemiecki biskup rzymskokatolicki, historyk i twórca poglądu zwanego febronianizmem.

## Życiorys
Urodził się 27 stycznia 1701 w Trewirze, jako syn Karla Caspara von Hontheim i Anny Margarety von Anethan. Początkową edukację odebrał od zakonników jezuickich, a następnie wstąpił na uniwersytety w Trewirze i Lowanium, gdzie studiował nauki prawne i teologię. Duży wpływ na ukształtowanie jego poglądów miały wykłady Espeniusa. W 1724 roku uzyskał stopień doktora prawa i postanowił odbyć podróż po Europie – odwiedził wówczas Republikę Zjednoczonych Prowincji, Niderlandy Austriackie i Królestwo Niemieckie, a na koniec udał się do Królestwa Włoch, gdzie spędził trzy lata.
15 czerwca 1726 został wyświęcony na diakona, a 22 maja 1728 otrzymał święcenia prezbiteratu. Dzięki protekcji wuja, Hugo Fredericka von Anethana, został przyjęty do klasztoru kanoników św. Symeona w Trewirze. Sześć lat później został profesorem tamtejszego uniwersytetu, wykładającym digestę Justyniana. W latach 1738–1747 przebywał w Koblencji, gdzie wykładał w seminarium duchownym. Po powrocie do Trewiru (z powodu słabego zdrowia), został dziekanem kapituły św. Symeona. 2 grudnia 1748 roku został mianowany biskupem pomocniczym Trewiru, a także biskupem tytularnym Myriophytonu. Sakrę biskupią przyjął 16 lutego 1749 roku. Ponadto został mianowany wicekanclerzem uniwersytetu trewirskiego. W 1763 roku opublikował swoje najsłynniejsze dzieło „O stanie Kościoła i prawowitej władzy papieża rzymskiego księga pojedyncza ułożona ku zjednoczeniu rozszczepionych w religii chrześcijan”, w którym zawarł tezy febronianizmu.
W 1778 roku zwrócił się z prośbą o nominację na biskupa sufragana diecezji trewirskiej i została ona rozpatrzona pozytywnie. Jednocześnie zrezygnował z funkcji dziekana kapituły św. Symeona. Około dwa lata przed śmiercią odrzucił głoszone przez siebie tezy febronianizmu. Zmarł 2 września 1790 w Montquintin (współcześnie Luksemburg).

## Dzieła
Lista:
- De jurisprudentia naturali et summo imperio (1724)
- Historia Trevirensis diplomatica et pragmatica (1750)
- Normæ studiorum pro universitate Trevirensi et gymnasio Confluentino (1751)
- Prodromus historiæ Trevirensis (1757)
- Argumenta psalmorum et canticorum (1759)
- O stanie Kościoła i prawowitej władzy papieża rzymskiego księga pojedyncza ułożona ku zjednoczeniu rozszczepionych w religii chrześcijan (1763)
- Justinus Febronius abbreviatus et emendatus (1777)
- Justini Febronii commentarius in suam retractionem (1781)